# Venecia (Durango)
Venecia es una localidad del estado mexicano de Durango. Es parte del municipio de Gómez Palacio.

## Demografía
| Gráfica de evolución demográfica |
|                                  |

| Censo | Población |
| ----- | --------- |
| 1910  | 153       |
| 1921  | 495       |
| 1930  | 537       |
| 1940  | 982       |
| 1950  | 1 094     |
| 1960  | 1 413     |
| 1970  | 1 353     |
| 1980  | 1 767     |
| 1990  | 1 776     |
| 2000  | 1 590     |
| 2010  | 1 861     |
| 2020  | 1 918     |